# 萨根·马达莱纳
萨根·马达莱纳（英語：Sagen Maddalena，1993年8月16日—），美国女子射击运动员，2022年世界射击锦标赛混合团体50米步枪卧射金牌得主和女子10米气步枪团体银牌得主、2023年世界射击锦标赛女子50米步枪三姿团体金牌得主和女子50米步枪三姿铜牌得主。